# José Francisco Peris Almiñana
José Francisco Peris Almiñana (Corbera, 27 de novembre de 1948) ha estat un polític valencià, diputat en la primera legislatura de les Corts Valencianes.
Ha treballat com a empleat de banca. Militant del PSPV-PSOE, fou escollit alcalde de Corbera a les eleccions municipals espanyoles de 1983 i 1987. Alhora va ser elegit diputat per la circumscripció de València a les eleccions a les Corts Valencianes de 1983. Ha estat president de la Comissió de seguiment dels efectes de les riades i vicepresident de la Comissió de Governació i Administració Local de les Corts Valencianes.